# فيريرا (لاعب كرة قدم مواليد 1983)
فيريرا (بالبرتغالية: Antonielton Ferreira‏) هو لاعب كرة قدم برازيلي في مركز الدفاع، ولد في 14 أكتوبر 1983 في كامبينا غراندي في البرازيل. لعب مع النادي الرياضي المركزي وموتو كلوب ونادي باسوج دي فيريرا ونادي بوتافغو لكرة القدم ونادي بورتيمونينسي ونادي تريزه ونادي جل فيسنتي ونادي ماريتيمو.

## وصلات خارجية
- فيريرا (لاعب كرة قدم مواليد 1983) على موقع Soccerway.com (الإنجليزية)